# With U (EP)
With U é o segundo extended play (EP) japonês pertencente ao grupo sul-coreano Big Bang. O seu lançamento ocorreu em 28 de maio de 2008, através da YG Entertainment. Composto por oito canções majoritariamente em língua inglesa, With U produziu como single, sua única faixa inédita e de mesmo nome do EP. Adicionalmente, o seu lançamento levou-o a figurar dentro do top 50 da Oricon Albums Chart.   

## Antecedentes e lançamento
Após o lançamento de For the World, o EP de estreia do Big Bang no mercado musical japonês no início de 2008, o grupo produziu seu segundo EP nos mesmos moldes de seu antecessor: contendo em sua lista de faixas, versões em língua inglesa de canções lançadas previamente pelo grupo em língua coreana, o que levou algumas das mesmas serem renomeadas, como "Last Farewell", retirada do EP coreano Hot Issue (2007), que recebeu o novo título de "Baby Baby" em língua inglesa. Além disso, duas canções receberam letras em japonês, sendo elas, "Mad About You", uma versão em língua inglesa e japonesa da faixa "Fool", também retirada de Hot Issue e "My Girl", canção solo de Taeyang, retirada de Big Bang Vol.1-Since 2007 de 2006. 

## Lista de faixas
| N.º            | Título                         | Letras                     | Música                                                                               | Arranjos                    | Duração |  |
| 1.             | "Intro"                        | Perry, G-Dragon            | Perry, G-Dragon                                                                      | Perry, G-Dragon             | 1:08    |  |
| 2.             | "With U"                       | Perry, G-Dragon            | G-Dragon, Teddy Park, Perry                                                          | Perry, Teddy Park, G-Dragon | 3:01    |  |
| 3.             | "Baby Baby"                    | Perry, Emi K.Lynn          | G-Dragon, Brave Brothers                                                             | Brave Brothers              | 3:53    |  |
| 4.             | "This Love" (G-Dragon solo)    | Perry, G-Dragon            | G-Dragon, James Valentine, Adam Levine, Ryan Dusick, Mickey Madden, Jesse Carmichael | G-Dragon                    | 3:30    |  |
| 5.             | "Mad About You"                | Perry, G-Dragon, Rina Moon | G-Dragon, Brave Brothers                                                             | Brave Brothers              | 3:46    |  |
| 6.             | "We Belong Together"           | Perry, G-Dragon, T.O.P     | G-Dragon                                                                             | G-Dragon, Teddy Park        | 3:59    |  |
| 7.             | "Shake It"                     | Perry, G-Dragon            | G-Dragon, Brave Brothers                                                             | Brave Brothers              | 3:45    |  |
| 8.             | "My Girl" (Taeyang "Sol" solo) | Perry, G-Dragon, Rina Moon | Israel Dwaine Cruz                                                                   | Israel Dwaine Cruz          | 3:49    |  |
| Duração total: | Duração total:                 | Duração total:             | Duração total:                                                                       | Duração total:              | 26:55   |  |

## Desempenho nas paradas musicais
Após o seu lançamento no Japão, With U posicionou-se em seu pico de número 46 pela Billboard Japan Top Albums Sales. Na parada da Oricon, o EP atingiu a posição de número 45 na parada semanal da Oricon Albums Chart.

### Posições
| Paradas (2008)                           | Melhor posição |
| ---------------------------------------- | -------------- |
| Japão (Billboard Japan Top Albums Sales) | 46             |
| Japão (Oricon Weekly Albums Chart)       | 45             |

## Histórico de lançamento
| Região | Data               | Formato             | Gravadora                      |
| ------ | ------------------ | ------------------- | ------------------------------ |
| Japão  | 28 de maio de 2008 | CD download digital | YG Entertainment Village Again |